# S형 소행성

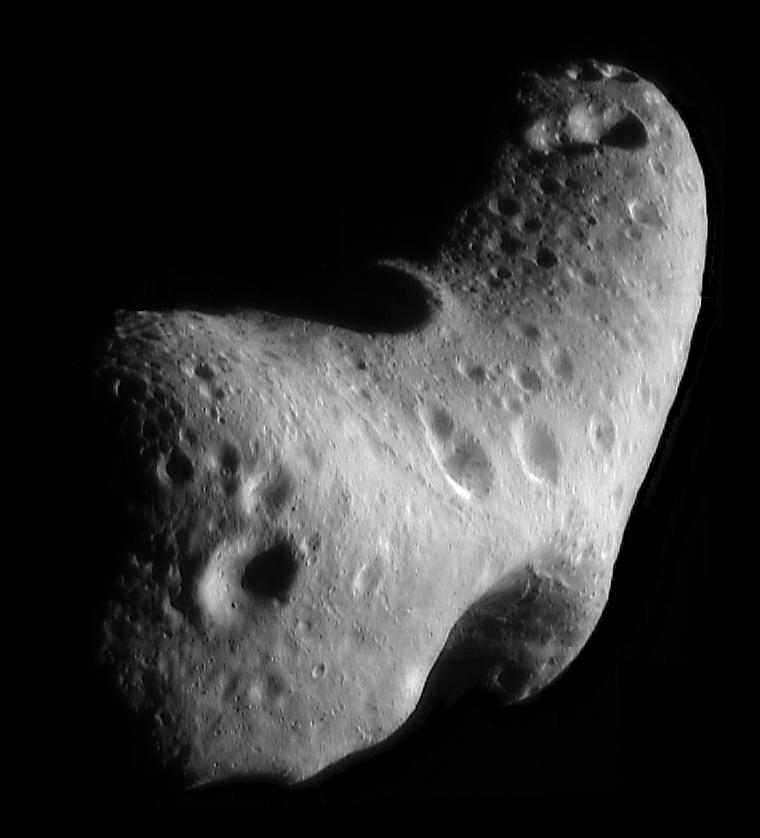
대표적인 S형 소행성 433 에로스.

S형 소행성(영어: S-type asteroid)은 규산염으로 이루어졌다고 생각되는 정도의 반사율을 가진 소행성을 말하며, 전체 소행성의 약 17 %를 차지한다. S는 영어로 석질을 의미하는 형용사 「Stony」혹은 규소질을 의미하는 형용사 「Silicaceous」에서 유래한다.
S형 소행성은 철이나 마그네슘 등의 규산소금에 니켈이나 철 등의 금속물이 혼합한 화학적 성질을 가져, 알베도는 0.10에서 0.22 정도 되어 비교적 밝은 색깔을 띠고 있다. 주로 화성과 목성의 사이에 있는 소행성대의 중앙에서 안쪽의 궤도를 주회하고 있어, 이 궤도를 주회하는 소행성의 대다수가 S형 소행성이다. 이에 속하는 소행성은 3 유노, 243 이다, 2685 마수르스키, 132524 APL, 433 에로스 등이 있다.

## 같이 보기
- 소행성 분광형